# Uruguayaans voetbalelftal in 1989
Het Uruguayaans voetbalelftal speelde in totaal achttien interlands in het jaar 1989, waaronder zeven wedstrijden bij de strijd om de Copa América. Titelverdediger Uruguay verloor in de finaleronde in het beslissende duel met 1-0 van Brazilië. In de daaropvolgende kwalificatiereeks voor de WK-eindronde in Italië behaalde de ploeg van bondscoach Oscar Tabárez drie overwinningen en werd eenmaal verloren. Ten koste van Peru en Bolivia plaatste Uruguay zich opnieuw voor het eindtoernooi. Verdediger Hugo de León kwam in alle achttien duels in actie voor zijn vaderland.

## Balans
| Wedstrijden | Wedstrijden | Wedstrijden | Wedstrijden | Doelpunten | Doelpunten | Doelpunten | Punten |
| Gespeeld    | Winst       | Gelijk      | Verlies     | Voor       | Tegen      | Saldo      | Punten |
| ----------- | ----------- | ----------- | ----------- | ---------- | ---------- | ---------- | ------ |
| 18          | 9           | 5           | 4           | 26         | 10         | +16        | 2.277  |

## Interlands
|                                                     |                    |       |                     |                                                                                                  |
| 22 april Vriendschappelijk № 531 «onderlinge duels» | Italië             | 1 – 1 | Uruguay             | Stadio Marc'Antonio Bentegodi, Verona Toeschouwers: 13.891 Scheidsrechter: George Courtney (ENG) |
| 22 april Vriendschappelijk № 531 «onderlinge duels» | Roberto Baggio 65' |       | 83' Carlos Aguilera | Stadio Marc'Antonio Bentegodi, Verona Toeschouwers: 13.891 Scheidsrechter: George Courtney (ENG) |

|                                                  |                                                            |       |                 |                                                                                        |
| 3 mei Vriendschappelijk № 532 «onderlinge duels» | Uruguay                                                    | 3 – 1 | Ecuador         | Estadio Centenario, Montevideo Toeschouwers: 15.000 Scheidsrechter: Jorge Romero (ARG) |
| 3 mei Vriendschappelijk № 532 «onderlinge duels» | Sergio Martínez 9' Carlos Aguilera 55' Carlos Aguilera 90' |       | 85' Raúl Avilés | Estadio Centenario, Montevideo Toeschouwers: 15.000 Scheidsrechter: Jorge Romero (ARG) |

|                                                   |                 |       |                        |                                                                                             |
| 23 mei Vriendschappelijk № 533 «onderlinge duels» | Ecuador         | 1 – 1 | Uruguay                | Estadio Olímpico Atahualpa, Quito Toeschouwers: 20.000 Scheidsrechter: Adolfo Quirola (ECU) |
| 23 mei Vriendschappelijk № 533 «onderlinge duels» | Raúl Avilés 58' |       | 90' José Oscar Herrera | Estadio Olímpico Atahualpa, Quito Toeschouwers: 20.000 Scheidsrechter: Adolfo Quirola (ECU) |

|                                                   |         |       |         |                                                                                                   |
| 8 juni Vriendschappelijk № 534 «onderlinge duels» | Bolivia | 0 – 0 | Uruguay | Estadio Ramón Tahuichi Aguilera, Santa Cruz Toeschouwers: 20.000 Scheidsrechter: Pablo Peña (BOL) |
| 8 juni Vriendschappelijk № 534 «onderlinge duels» |         |       |         | Estadio Ramón Tahuichi Aguilera, Santa Cruz Toeschouwers: 20.000 Scheidsrechter: Pablo Peña (BOL) |

|                                                    |                            |       |         |                                                                                          |
| 14 juni Vriendschappelijk № 535 «onderlinge duels» | Uruguay                    | 1 – 0 | Bolivia | Estadio Centenario, Montevideo Toeschouwers: 20.000 Scheidsrechter: Roberto Otello (URU) |
| 14 juni Vriendschappelijk № 535 «onderlinge duels» | Carlos Aguilera 18' (pen.) |       |         | Estadio Centenario, Montevideo Toeschouwers: 20.000 Scheidsrechter: Roberto Otello (URU) |

|                                                    |                                       |       |                                     |                                                                                           |
| 19 juni Vriendschappelijk № 536 «onderlinge duels» | Uruguay                               | 2 – 2 | Chili                               | Estadio Centenario, Montevideo Toeschouwers: 20.516 Scheidsrechter: Ernesto Filippi (URU) |
| 19 juni Vriendschappelijk № 536 «onderlinge duels» | Gabriel Correa 55' Gabriel Correa 73' |       | 34' Hugo González 66' Jaime Pizarro | Estadio Centenario, Montevideo Toeschouwers: 20.516 Scheidsrechter: Ernesto Filippi (URU) |

| Copa América 1989 |
| ----------------- |

|                                                      |         |                    |         |                                                                                         |
| 2 juli Copa América Groep B № 537 «onderlinge duels» | Uruguay | 0 – 1              | Ecuador | Estádio Serra Dourada, Goiânia Toeschouwers: 19.000 Scheidsrechter: Carlos Maciel (PAR) |
| 2 juli Copa América Groep B № 537 «onderlinge duels» |         | 88' Hérmen Benítez |         | Estádio Serra Dourada, Goiânia Toeschouwers: 19.000 Scheidsrechter: Carlos Maciel (PAR) |

|                                                      |                                                            |       |         |                                                                                         |
| 4 juli Copa América Groep B № 538 «onderlinge duels» | Uruguay                                                    | 3 – 0 | Bolivia | Estádio Serra Dourada, Goiânia Toeschouwers: 8.000 Scheidsrechter: Arnaldo Coelho (BRA) |
| 4 juli Copa América Groep B № 538 «onderlinge duels» | Santiago Ostolaza 30' Rubén Sosa 33' Santiago Ostolaza 60' |       |         | Estádio Serra Dourada, Goiânia Toeschouwers: 8.000 Scheidsrechter: Arnaldo Coelho (BRA) |

|                                                      |                                                           |       |       |                                                                                       |
| 6 juli Copa América Groep B № 539 «onderlinge duels» | Uruguay                                                   | 3 – 0 | Chili | Estádio Serra Dourada, Goiânia Toeschouwers: 3.000 Scheidsrechter: José Ramírez (PER) |
| 6 juli Copa América Groep B № 539 «onderlinge duels» | Rubén Sosa 44' Antonio Alzamendi 73' Enzo Francescoli 78' |       |       | Estádio Serra Dourada, Goiânia Toeschouwers: 3.000 Scheidsrechter: José Ramírez (PER) |

|                                                      |                      |       |         |                                                                                      |
| 8 juli Copa América Groep B № 540 «onderlinge duels» | Argentinië           | 1 – 0 | Uruguay | Estádio Serra Dourada, Goiânia Toeschouwers: 18.000 Scheidsrechter: Jesús Díaz (COL) |
| 8 juli Copa América Groep B № 540 «onderlinge duels» | Claudio Caniggia 69' |       |         | Estádio Serra Dourada, Goiânia Toeschouwers: 18.000 Scheidsrechter: Jesús Díaz (COL) |

|                                                           |          |                                                          |         | |
| 12 juli Copa América Finaleronde № 541 «onderlinge duels» | Paraguay | 0 – 3                                                    | Uruguay | Estádio do Maracanã, Rio de Janeiro Toeschouwers: 60.000 Scheidsrechter: Juan Carlos Loustau (ARG) |
| 12 juli Copa América Finaleronde № 541 «onderlinge duels» |          | 28' Enzo Francescoli 82' Antonio Alzamendi 89' Rubén Paz |         | Estádio do Maracanã, Rio de Janeiro Toeschouwers: 60.000 Scheidsrechter: Juan Carlos Loustau (ARG) |

|                                                           |            |                               |         |                                                                                               |
| 14 juli Copa América Finaleronde № 542 «onderlinge duels» | Argentinië | 0 – 2                         | Uruguay | Estádio do Maracanã, Rio de Janeiro Toeschouwers: 45.000 Scheidsrechter: Arnaldo Coelho (BRA) |
| 14 juli Copa América Finaleronde № 542 «onderlinge duels» |            | 38' Rubén Sosa 81' Rubén Sosa |         | Estádio do Maracanã, Rio de Janeiro Toeschouwers: 45.000 Scheidsrechter: Arnaldo Coelho (BRA) |

|                                                           |             |       |         |                                                                                              |
| 16 juli Copa América Finaleronde № 543 «onderlinge duels» | Brazilië    | 1 – 0 | Uruguay | Estádio do Maracanã, Rio de Janeiro Toeschouwers: 148.068 Scheidsrechter: Hernán Silva (CHI) |
| 16 juli Copa América Finaleronde № 543 «onderlinge duels» | Romário 49' |       |         | Estádio do Maracanã, Rio de Janeiro Toeschouwers: 148.068 Scheidsrechter: Hernán Silva (CHI) |

|  |  |  |  |  |  |  |  |  |

|                                                       |         |       |          |                                                                                           |
| 6 augustus Vriendschappelijk № 544 «onderlinge duels» | Uruguay | 0 – 0 | Colombia | Estadio Centenario, Montevideo Toeschouwers: 20.000 Scheidsrechter: Ernesto Filippi (URU) |
| 6 augustus Vriendschappelijk № 544 «onderlinge duels» |         |       |          | Estadio Centenario, Montevideo Toeschouwers: 20.000 Scheidsrechter: Ernesto Filippi (URU) |

|                                                      |      |                                      |         |                                                                                   |
| 27 augustus WK-kwalificatie № 545 «onderlinge duels» | Peru | 0 – 2                                | Uruguay | Estadio Nacional, Lima Toeschouwers: 45.000 Scheidsrechter: Carlos Espósito (ARG) |
| 27 augustus WK-kwalificatie № 545 «onderlinge duels» |      | 46' Rubén Sosa 69' Antonio Alzamendi |         | Estadio Nacional, Lima Toeschouwers: 45.000 Scheidsrechter: Carlos Espósito (ARG) |

|                                                      |                                              |       |                |                                                                                        |
| 3 september WK-kwalificatie № 546 «onderlinge duels» | Bolivia                                      | 2 – 1 | Uruguay        | Estadio Hernando Siles, La Paz Toeschouwers: 52.000 Scheidsrechter: José Vergara (VEN) |
| 3 september WK-kwalificatie № 546 «onderlinge duels» | Alfonso Domínguez 38' (e.d.) Álvaro Peña 47' |       | 49' Rubén Sosa | Estadio Hernando Siles, La Paz Toeschouwers: 52.000 Scheidsrechter: José Vergara (VEN) |

|                                                       |                                     |       |         |                                                                                         |
| 17 september WK-kwalificatie № 547 «onderlinge duels» | Uruguay                             | 2 – 0 | Bolivia | Estadio Centenario, Montevideo Toeschouwers: 70.000 Scheidsrechter: Gaston Castro (CHI) |
| 17 september WK-kwalificatie № 547 «onderlinge duels» | Rubén Sosa 31' Enzo Francescoli 39' |       |         | Estadio Centenario, Montevideo Toeschouwers: 70.000 Scheidsrechter: Gaston Castro (CHI) |

|                                                       |                                 |       |      |                                                                                             |
| 24 september WK-kwalificatie № 548 «onderlinge duels» | Uruguay                         | 2 – 0 | Peru | Estadio Centenario, Montevideo Toeschouwers: 57.000 Scheidsrechter: José Ramiz Wright (BRA) |
| 24 september WK-kwalificatie № 548 «onderlinge duels» | Rubén Sosa 45+1' Rubén Sosa 68' |       |      | Estadio Centenario, Montevideo Toeschouwers: 57.000 Scheidsrechter: José Ramiz Wright (BRA) |

## Statistieken
| Javier Zeoli         | 1962-05-02 | CD Tenerife            | 11 | 0 | 0 | 13 | 0  |
| Eduardo Pereira      | 1954-03-21 | CA Independiente       | 5  | 0 | 0 | 8  | 0  |
| Jorge Seré           | 1961-07-09 | Club Nacional          | 2  | 0 | 0 | 3  | 0  |
| Verdediging          |            |                        |    |   |   |    |    |
| Hugo de León         | 1958-02-27 | CA River Plate         | 18 | 0 | 0 | 38 | 0  |
| José Oscar Herrera   | 1965-06-17 | UE Figueres            | 17 | 0 | 1 | 24 | 3  |
| Alfonso Domínguez    | 1965-09-24 | Peñarol                | 17 | 0 | 0 | 21 | 0  |
| Nelson Gutiérrez     | 1962-04-13 | Hellas Verona          | 11 | 0 | 0 | 51 | 0  |
| Daniel Revelez       | 1959-09-30 | Club Nacional          | 7  | 0 | 0 | 10 | 0  |
| José Pintos Saldanha | 1964-03-25 | Club Nacional          | 2  | 0 | 0 | 5  | 0  |
| Middenveld           |            |                        |    |   |   |    |    |
| Santiago Ostolaza    | 1962-07-10 | Club Nacional          | 14 | 2 | 2 | 20 | 3  |
| Rubén Paz            | 1959-08-08 | Genoa CFC              | 14 | 0 | 1 | 36 | 7  |
| José Perdomo         | 1965-01-05 | Genoa CFC              | 12 | 0 | 0 | 20 | 2  |
| Enzo Francescoli     | 1961-11-12 | Olympique Marseille    | 9  | 0 | 3 | 40 | 12 |
| Gabriel Correa       | 1968-01-13 | Peñarol                | 6  | 9 | 2 | 16 | 2  |
| Rubén Pereira        | 1968-01-28 | Danubio FC             | 5  | 2 | 0 | 14 | 1  |
| Pablo Bengoechea     | 1965-02-27 | Sevilla FC             | 3  | 5 | 0 | 16 | 1  |
| William Castro       | 1962-05-22 | Club Nacional          | 3  | 2 | 0 | 5  | 0  |
| Edison Suárez        | 1966-11-06 | Danubio FC             | 3  | 0 | 0 | 10 | 0  |
| Gustavo Dalto        | 1963-03-16 | CD Xerez               | 2  | 2 | 0 | 12 | 1  |
| Edgar Borges         | 1969-07-15 | Danubio FC             | 0  | 1 | 0 | 2  | 0  |
| Aanval               |            |                        |    |   |   |    |    |
| Rubén Sosa           | 1966-04-25 | Lazio Roma             | 13 | 0 | 9 | 24 | 10 |
| Antonio Alzamendi    | 1956-06-07 | CD Logroñés            | 13 | 0 | 3 | 28 | 6  |
| Carlos Aguilera      | 1964-09-21 | Genoa CFC              | 6  | 4 | 4 | 49 | 21 |
| Sergio Martínez      | 1969-02-15 | Defensor Sporting Club | 3  | 2 | 1 | 10 | 2  |
| Rubén da Silva       | 1968-04-11 | CA River Plate         | 2  | 3 | 0 | 11 | 3  |
| Adolfo Barán         | 1961-11-22 | Defensor Sporting Club | 0  | 1 | 0 | 1  | 0  |
| Eduardo da Silva     | 1966-08-19 | Peñarol                | 0  | 1 | 0 | 2  | 0  |

AUF · A-internationals · Selecties · Bondscoaches · Uruguayaans vrouwenelftal · Olympisch elftal · Uruguay U21 · Uruguay U20 · Uruguay U19 · Uruguay U18 · Uruguay U17
1900 – 1909 ·
1910 – 1919 ·
1920 – 1929 ·
1930 – 1939 ·
1940 – 1949 ·
1950 – 1959 ·
1960 – 1969 ·
1970 – 1979 ·
1980 – 1989 ·
1990 – 1999 ·
2000 – 2009 ·
2010 – 2019 ·
2020 – 2029
WK 1930 · 
WK 1950 · 
WK 1954 · 
WK 1962 · 
WK 1966 · 
WK 1970 ·
WK 1974 · 
WK 1986 · 
WK 1990 · 
WK 2002 · 
WK 2010 · 
WK 2014 · 
WK 2018
OS 1924 · 
OS 1928 ·
OS 2012
1902 · 
1903 · 
1904 · 
1905 · 
1906 · 
1907 · 
1908 · 
1909 ·
1910 · 
1911 · 
1912 · 
1913 · 
1914 · 
1915 · 
1916 · 
1917 · 
1918 · 
1919 ·
1920 · 
1921 · 
1922 · 
1923 · 
1924 · 
1925 · 
1926 · 
1927 · 
1928 · 
1929 ·
1930 · 
1931 · 
1932 · 
1933 · 
1934 · 
1935 · 
1936 · 
1937 · 
1938 · 
1939 ·
1940 · 
1941 · 
1942 · 
1943 · 
1944 · 
1945 · 
1946 · 
1947 · 
1948 · 
1949 ·
1950 · 
1951 · 
1952 · 
1953 · 
1954 · 
1955 · 
1956 · 
1957 · 
1958 · 
1959 ·
1960 · 
1961 · 
1962 · 
1963 · 
1964 · 
1965 · 
1966 · 
1967 · 
1968 · 
1969 ·
1970 · 
1971 · 
1972 · 
1973 · 
1974 · 
1975 · 
1976 · 
1977 · 
1978 · 
1979 ·
1980 · 
1981 · 
1982 · 
1983 · 
1984 · 
1985 · 
1986 · 
1987 · 
1988 · 
1989 ·
1990 ·
1991 · 
1992 · 
1993 · 
1994 · 
1995 · 
1996 · 
1997 · 
1998 · 
1999 · 
2000 · 
2001 · 
2002 · 
2003 · 
2004 · 
2005 · 
2006 · 
2007 · 
2008 · 
2009 · 
2010 · 
2011 · 
2012 · 
2013 · 
2014 · 
2015 · 
2016 ·
2017 ·
2018 ·
2019 ·
2020 ·
2021 ·
2022 ·
2023 ·
2024
Algerije ·
Angola ·
Argentinië ·
Australië ·
België ·
Bolivia ·
Brazilië ·
Bulgarije ·
Canada ·
Chili ·
China ·
Colombia ·
Costa Rica ·
Cuba ·
DDR ·
Denemarken ·
Duitsland ·
Ecuador ·
Egypte ·
Engeland ·
Estland ·
 Finland ·
Frankrijk ·
Georgië ·
Ghana ·
Guatemala ·
Haïti ·
Honduras ·
Hongarije ·
Ierland ·
India ·
Indonesië ·
Irak ·
Iran ·
Israël ·
Italië ·
Ivoorkust ·
Jamaica ·
Japan ·
Joegoslavië ·
Jordanië ·
Libië ·
Luxemburg ·
Maleisië ·
Mexico ·
Marokko ·
Nederland ·
Nicaragua ·
Nieuw-Zeeland ·
Nigeria ·
Noord-Ierland ·
Noorwegen ·
Oekraïne ·
Oezbekistan ·
Oman ·
Oostenrijk ·
Panama ·
Paraguay ·
Peru ·
Polen ·
Portugal ·
Roemenië ·
Rusland ·
Saarland ·
Saoedi-Arabië ·
Schotland ·
Senegal ·
Servië & Montenegro ·
Singapore ·
Slovenië ·
Sovjet-Unie ·
Spanje ·
Tahiti ·
Thailand ·
Trinidad en Tobago · 
Tsjechië ·
Tsjecho-Slowakije ·
Tunesië · 
Turkije ·
Venezuela ·
Verenigde Arabische Emiraten ·
Verenigde Staten ·
Wales ·
Zuid-Afrika ·
Zuid-Korea ·
Zweden ·
Zwitserland
Argentinië (1986) ·
België (1990) ·
Brazilië (1950) · 
Colombia (2014) ·
Costa Rica (2014) ·
Denemarken (1986) ·
Denemarken (2002) ·
Duitsland (2010) ·
Egypte (2018) ·
Engeland (2014) ·
Frankrijk (2002) ·
Frankrijk (2010) ·
Frankrijk (2018) ·
Ghana (2010) ·
Italië (1990) ·
Italië (2014) ·
Mexico (2010) ·
Nederland (1974) ·
Nederland (2010) ·
Portugal (2018) ·
Rusland (2018) ·
Saoedi-Arabië (2018) ·
Schotland (1986) ·
Senegal (2002) ·
Spanje (1990) ·
West-Duitsland (1986) ·
Zuid-Afrika (2010) ·
Zuid-Korea (1990) ·
Zuid-Korea (2010)